# Torneresse
Die Torneresse ist ein etwa 14 Kilometer langer linker Nebenfluss der Saane im östlichen Teil des Schweizer Kantons Waadt in den Waadtländer Voralpen. Sie durchfliesst das Gemeindegebiet von Château-d’Oex und entwässert dabei das gering bewohnte Vallée de l'Etivaz und seine Nebentäler.

## Geographie

### Verlauf
Die Quelle der Torneresse liegt an der Grenze zum Kanton Bern am Moränenwall Les Plans (1970 m ü. M.) wenig unterhalb des Col du Seron am Nordwesthang des Cape au Moine (2352 m ü. M.), der auf der Wasserscheide zwischen der Nordsee und dem Mittelmeer liegt. Nach kurzem Lauf durch ein Bergsturzgebiet mit Strauchvegetation fliesst ihr in bewaldetem Gebiet von rechts ein wichtiger, vom Col d'Isenau herkommender Quellbach zu. Danach erreicht die Torneresse die Alpweide Seron.
Die Torneresse fliesst nun durch teilweise waldiges Gebiet in einem Halbbogen nordwestlich um die Ausläufer des Tête à Josué (2131 m ü. M.) herum. Dabei nimmt sie mehrere kleine Bäche auf, die vor allem an den Hängen des Wittenberghorns (2350 m ü. M.) und der Gummfluh (2458 m ü. M.) entspringen. Bei L’Etivaz mündet linksseitig mit der aus dem Vallon de l'Eau Froide kommenden Eau Froide einer der wichtigsten Zuflüsse in die Torneresse. Hier trifft auch die Passstrasse des Col des Mosses auf die Torneresse und folgt deren weiteren Lauf in nordwestliche Richtung. Im weiteren Verlauf nimmt die Torneresse mehrere Wildbäche auf, darunter den Bouratti und den Ruisseau des Ciernes Raynaud. Kurz nach dessen Einmündung, etwa auf Höhe des Rocher du Midi (2097 m ü. M.), durchfliesst sie die über 100 m tiefe Felsschlucht Gorges du Pissot.

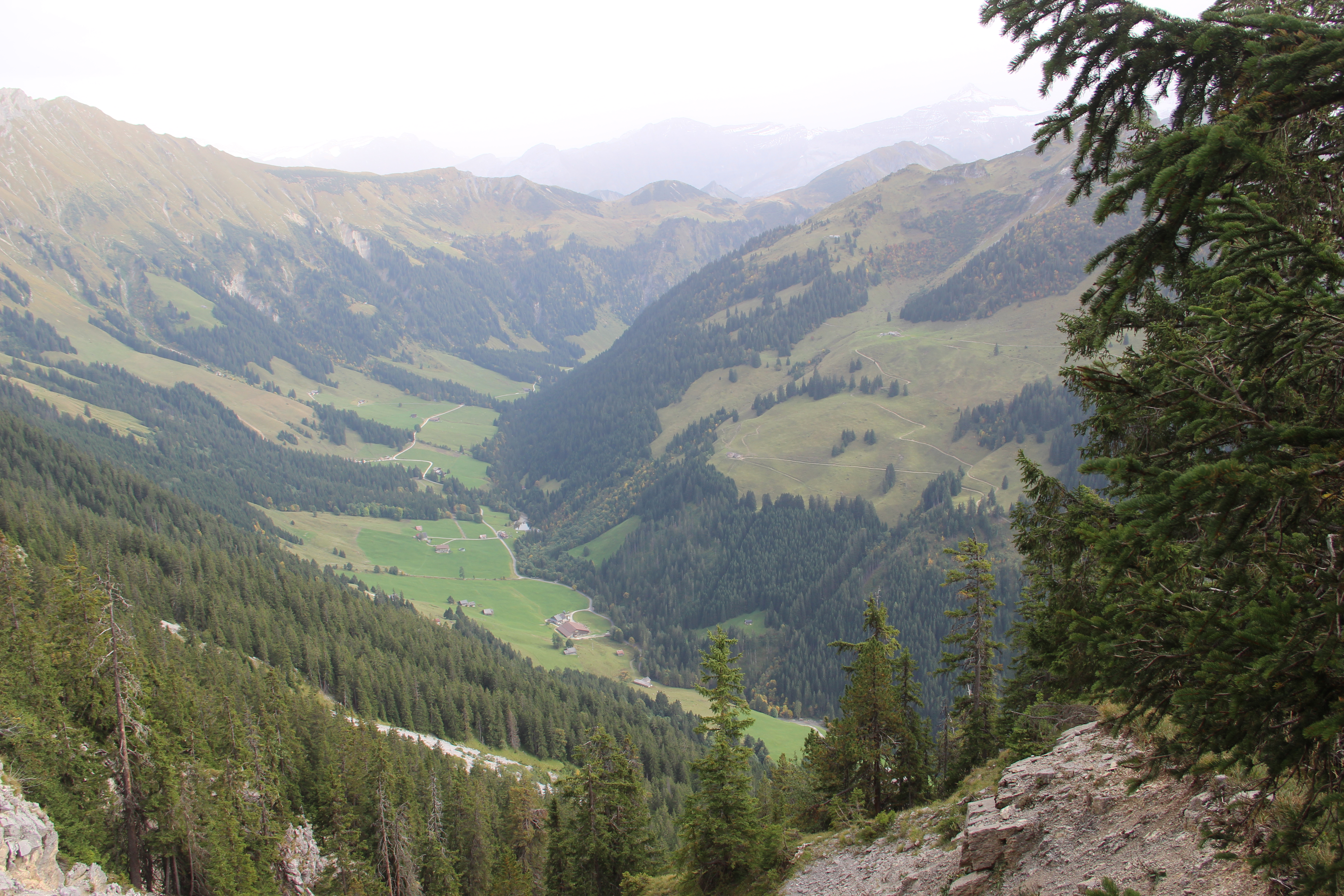
Blick ins Tal der Torneresse

Kurz nach Einmündung des Torrent des Coulayes in die Torneresse öffnet sich die Schlucht ins Tal der Saane. Die Mündung der Torneresse in die Saane liegt etwa 400 m unterhalb des Weilers Les Moulins auf 875 m ü. M. zwischen Rossinière und Château-d’Oex, kurz bevor die Saane zum Lac du Vernex gestaut wird. Die Länge der Torneresse, gemessen am längsten Quellbach, beträgt etwa 14 Kilometer.

### Einzugsgebiet
Das Einzugsgebiet der Torneresse ist 47,3 km² gross und besteht zu 36,4 % aus bestockter Fläche, zu 44,1 % aus Landwirtschaftsfläche, zu 17,3 % aus unproduktive Flächen, zu 0,6 % aus Gewässerfläche und zu 1,5 % aus Siedlungsfläche.
Die Flächenverteilung
Die Mittlere Höhe des Einzugsgebietes beträgt 1567 m ü. M., die Minimale Höhe liegt bei 875 m ü. M. und die Maximale Höhe bei 2542 m ü. M.

### Zuflüsse
- Le Ruisseau du Pâquier Mottier (rechts)
- Le Ruisseau du Petit Jable (rechts)
- L'Eau Froide Pays d'Enhaut (links)
- Le Ruisseau des Folies (links)
- Le Bouratti (links)
- Le Dailler (rechts)
- Torrent des Ciernes Raynaud (links)
- Le Ruisseau du Pâquier de la Scie (links)
- Le Ruisseau du Grin (rechts)
- Torrent du Chalet Teynod (links)
- Torrent de Couchette (links)
- Torrent des Coulayes (links)

## Hydrologie
An der Mündung der Torneresse in die Saane beträgt ihre modellierte mittlere Abflussmenge (MQ) 1,77 m³/s und ihr Abflussregimetyp ist nival alpin.
Der  modellierte monatliche mittlere Abfluss (MQ) der Torneresse in m³/s

## Sport
In der Schlucht oberhalb von Les Moulins kann Canyoning betrieben werden.